# Pseudoleucopis trichaeta
Pseudoleucopis trichaeta är en tvåvingeart som beskrevs av Tanasijtshuk 1996. Pseudoleucopis trichaeta ingår i släktet Pseudoleucopis och familjen markflugor. Inga underarter finns listade i Catalogue of Life.